# Jérôme Foulon (football)
Pour les articles homonymes, voir Jérôme Foulon.
Jérôme Foulon est un footballeur français né le 6 février 1971 à Raillencourt-Sainte-Olle. Il évoluait au poste de défenseur devenu entraîneur.

## Carrière
Au cours de sa carrière, Jérôme a joué 133 matchs en Ligue 1 et 311 matchs en Ligue 2 ; sans oublier 3 matchs en Coupe Intertoto et 2 matchs en Coupe de l'UEFA.
En mars 2002, il obtient le BEES 1er degré.